# Glycyrrhiza glabra
La liquirizia (Glycyrrhiza glabra L., 1758) è una pianta erbacea perenne, alta fino a un metro, appartenente alla famiglia delle Fabaceae la stessa dei legumi.
Liquirizia è anche il nome dell'estratto vegetale ottenuto dalla bollitura del fusto sotterraneo di questa pianta.

## Etimologia
La parola liquirizia deriva dal tardo latino liquiritia, a sua volta derivato dal greco γλυκύρριζα e che fa riferimento al verbo liquere, «diventare fluido», in relazione al metodo di estrazione del succo dalle radici.
Il nome del genere Glycyrrhiza deriva dal greco ‘glykýs’ (dolce) e ‘rhíza’ (radice) e significa letteralmente 'radice dolce'.
L'epiteto specifico "glabra" significa "senza peli" riferito all'assenza di tomentosità della pianta.

## Storia
La liquirizia era una pianta importante nell'antico Egitto, in Assiria e in Cina, era già nota nell'antica medicina greca ma solo nel XV secolo è stata introdotta dai frati domenicani in Europa. Come risulta dal primo erbario cinese, in Asia la liquirizia è utilizzata da circa 5.000 anni ed è una delle piante più importanti. I medici cinesi la prescrivono per curare la tosse, i disturbi del fegato e le intossicazioni alimentari.

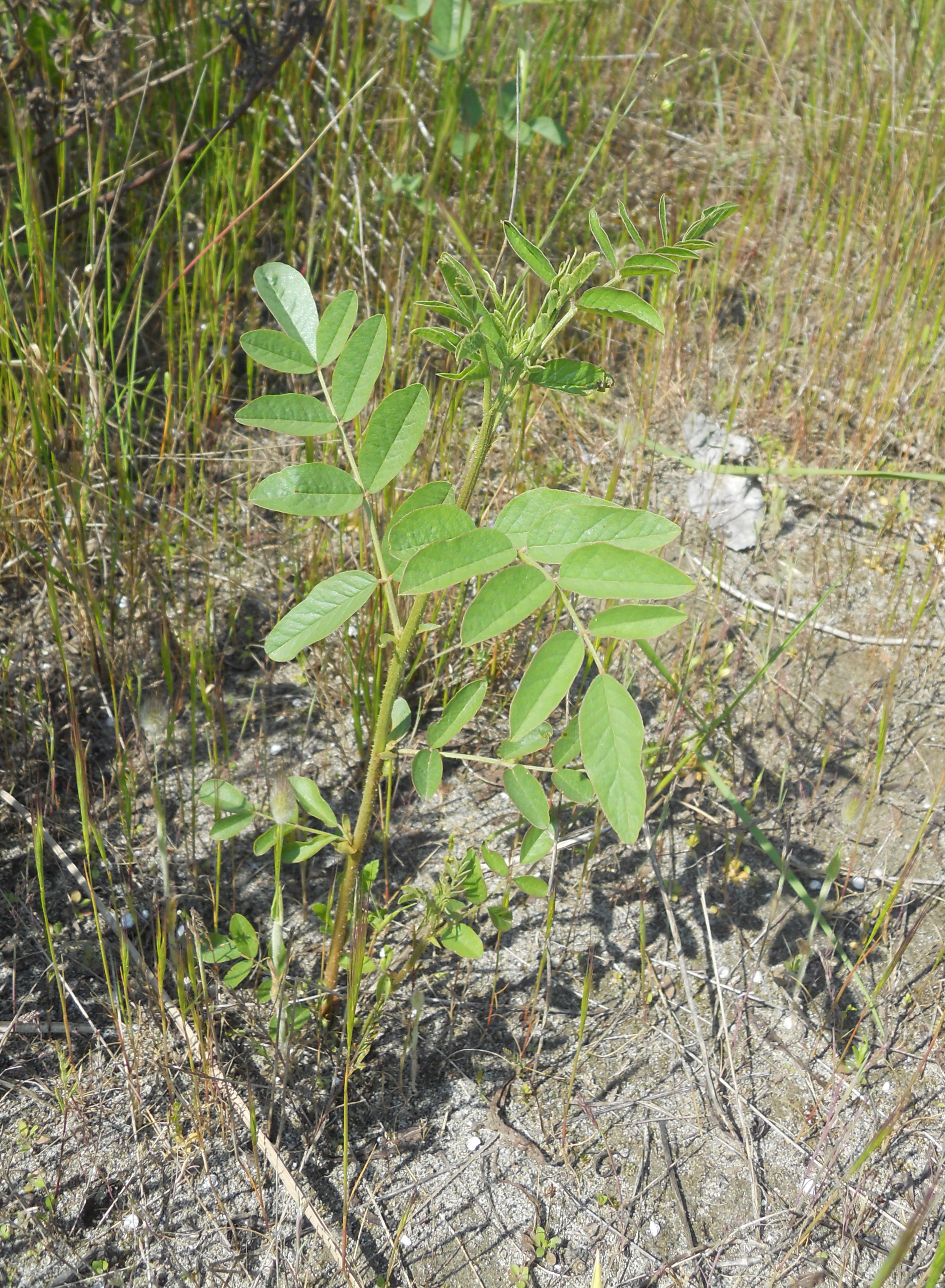
Pianta della liquirizia (Riserva naturale Bosco Pantano, Policoro)

## Descrizione
Questa pianta è una erbacea perenne rustica, cioè resistente al gelo. La pianta sviluppa un grosso rizoma da cui si estendono stoloni e radici, lunghi fino a due metri. Della liquirizia vengono usati i fusti sotterranei di piante di tre-quattro anni, raccolte durante la stagione autunnale ed essiccate.

## Distribuzione e habitat
L'areale di G. glabra si estende dalla regione mediterranea sino alla Mongolia.
In Italia è presente spontanea in tutte le regioni dell’Italia centro-meridionale e in Emilia-Romagna.  Inoltre, come avventizia, la si ritrova in alcune regioni dell'Italia settentrionale. Cresce ai margini delle strade, in incolti aridi e aperti, su suoli sabbiosi in siti assolati e caldi, dal livello del mare a 1.000 m circa. 
Cresce principalmente in terreni calcarei e/o argillosi.

## Usi e proprietà
La liquirizia è utilizzata in erboristeria e nella medicina cinese, in cucina per la preparazione di dolci, caramelle e tisane ed infine è utilizzata come additivo per le sigarette insieme al cacao.
La tradizione popolare attribuisce alla radice di liquirizia diverse proprietà farmacologiche: digestiva, antinfiammatoria, depurativa, diuretica, antiulcera, emolliente, rinfrescante, espettorante, corticostimolante e antiflogistica. In commercio i fusti possono essere trovati in bastoncini da masticare, tagliuzzati per decotti e tisane, in confetti preparati con estratto di liquirizia pura, ridotta in polvere e in succo (estratto nero) come dolcificante e correttivo del sapore nell'industria farmaceutica. L'estratto di liquirizia è diffuso soprattutto in Calabria. Ippocrate la consigliava contro la tosse.

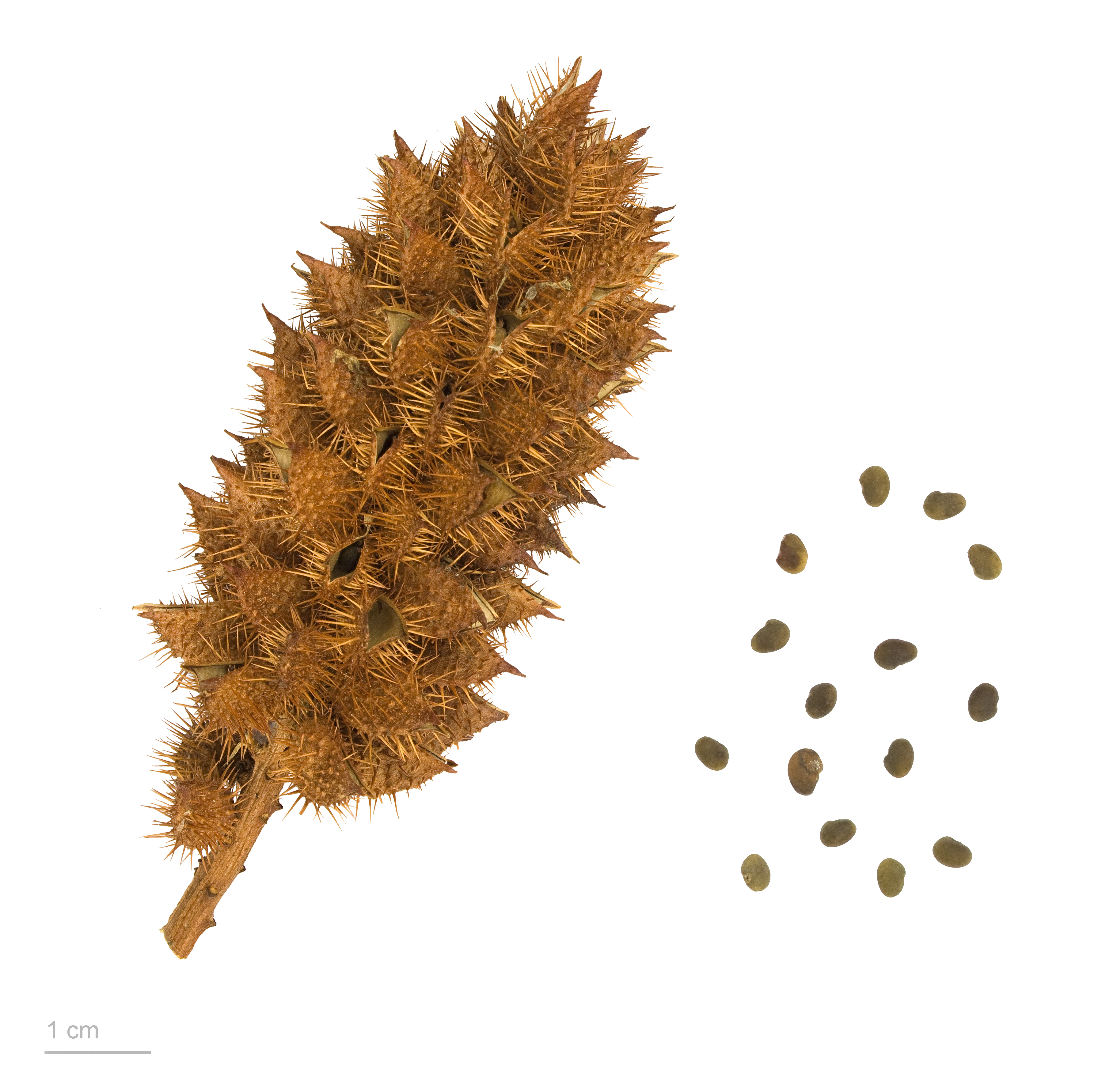
Glycyrrhiza glabra

## Principio attivo
Il principio attivo più importante della liquirizia è la glicirrizina che le conferisce un'azione antinfiammatoria e antivirale. Inoltre è più dolce del saccarosio. La moderna ricerca cerca di trarne vantaggio per nuove prospettive terapeutiche: terapia dell'ulcera, malattie croniche del fegato, e prevenzione di gravi malattie autoimmuni. La glicirrizina inibisce la replicazione del virus HIV e coronavirus associato alla SARS in cellule umane.

## Effetti ormonali
Costello e Lynn nel 1950 hanno isolato nella liquirizia un composto steroideo che armonizza la secrezione ormonale, inibendo l'eccessiva produzione di estrogeni. Ha un effetto ormonale di tipo estrogenico.

## Avvertenze
La liquirizia, comunque, va assunta saltuariamente, facendo attenzione a non superare il dosaggio di 2 mg/kg al giorno di glicirrizina (cosa che può capitare assumendo caramelle alla liquirizia o lassativi ricchi di estratti di concentrati di liquirizia). La glicirrizina ha effetti collaterali sull'equilibrio dei sali minerali nel corpo; un abuso di liquirizia, quindi, può provocare ritenzione idrica, aumento della pressione, fino all'ipertensione (tramite riassorbimento del sodio, e maggiore escrezione di potassio), gonfiore al viso e alle caviglie, mal di testa e astenia. Pertanto le persone predisposte a ipertensione, ad edemi, i diabetici, le donne in gravidanza o in allattamento, devono evitare l'uso prolungato di estratti di questa pianta.
Evitare l'uso in caso di epatopatie colestatiche, cirrosi epatica, ipertensione, ipopotassiemia e grave insufficienza renale.
Può aumentare, indirettamente, l'eliminazione di potassio provocata da altri farmaci, perdita che provoca ipersensibilità nei confronti dei glicosidi digitalici.
Ricercatori dell'Università di Bologna, guidati da Giorgio Cantelli Forti, hanno però precisato e approfondito le conoscenze sull'estratto di Glycyrrhiza glabra, dimostrando che l'aumento della pressione c'è solo in seguito al consumo di caramelle e dolciumi in cui è contenuta la sola glicirrizina, che è uno dei componenti della liquirizia, ma non se questa è consumata nella sua integrità.
In gravidanza, è possibile il passaggio dalla gestante al nascituro di alcune quantità di glucocorticoidi, potenzialmente nocivi per lo sviluppo del feto, perché la glicirrizina, che causa un aumento di pressione, sembra ridurre la capacità di filtro rappresentata dalla placenta (nelle donne che avevano assunto più di 100 g di liquirizia pura alla settimana, equivalenti a 500 mg di glicirizzina). Come secondo effetto, il cortisolo resta in maggiori quantità perché la glicirizzina (così come la naringerina nel pompelmo) inibisce nel rene un enzima necessario per la sua degradazione in cortisone (anni '880: Stewarts et al, e Funder et al). La presenza di tale enzima permette la normale funzione dell'aldosterone e in mantenimento delle normali concentrazioni di sale e di acqua nell'organismo. L'acido glicirretinico bloccando tale enzima è in grado di produrre un'ipertensione dovuta all'azione diretta del cortisolo nel rene sul metabolismo dei sali e acqua.

## Tradizioni locali

### Italia
In Abruzzo si lavora la pianta fin dall'epoca romana, soprattutto ad Atri e dintorni. Nota da secoli, la lavorazione della liquirizia in Calabria è attualmente rappresentata dalla fabbrica Amarelli di Rossano (Corigliano-Rossano), attiva sin dal 1731.

### Paesi arabi
Nel mondo arabo è popolarissimo l'estratto di liquirizia diluito in acqua, chiamato sūs (in arabo ﺳﻮﺱ‎?). I venditori della bevanda indossano un abito multicolore, con un predominante colore rosso, di foggia particolare, con un copricapo a forma di ampio sombrero, con piccoli sonagli appesi al bordo della falda. In Egitto il richiamo ai potenziali clienti è: «ʿerq sūs, yā ḥarranīn (liquirizia, o accaldati)».